# Anjero-Súdjensk
Anjero-Súdjensk (en rus Анжеро-Судженск) és una ciutat de l'óblast de Kémerovo, a Rússia. Es troba al nord de Kémerovo i a l'est del riu Tom. És un dels punts de la línia del Transsiberià. Els primers assentaments aparegueren al voltant del 1897 a causa de la construcció de la línia de ferrocarril i de les obres de les mines de carbó. A les acaballes del segle xix i a començaments del xx aquestes mines produïen el 98% del carbó del Kuzbass. El 1928 els assentaments miners van establir un poble industrial, i ja el 1931 va obtenir l'estatus de ciutat.
| 1926    | 1931   | 1939   | 1956    | 1959    | 1962    | 1967    | 1970    | 1973    | 1976    | 1979    | 1982    | 1986    | 1989    | 1992    |
| ------- | ------ | ------ | ------- | ------- | ------- | ------- | ------- | ------- | ------- | ------- | ------- | ------- | ------- | ------- |
| 30.200  | 54.400 | 69.000 | 116.000 | 115.600 | 120.000 | 116.000 | 106.200 | 103.000 | 104.000 | 105.100 | 108.000 | 111.000 | 108.000 | 106.400 |
| 1996    | 1998   | 2000   | 2001    | 2003    | 2005    | 2006    | 2007    | 2008    | 2010    | 2012    |         |         |         |         |
| 100.200 | 97.500 | 95.000 | 93.900  | 86.500  | 84.600  | 83.900  | 83.200  | 82.900  | 82.600  | 81.380  |         |         |         |         |